# Johan Sandahl
Johan Karlson Sandahl, född 20 februari 1979, är en svensk fotbollstränare från Hovmantorp i Kronobergs län, Småland. Han arbetade senast som assisterande tränare för fotbollsklubben Újpest FC i Ungern. 
Han har tidigare varit assisterande tränare och sportchef i Vejle BK i danska Superligaen samt huvudtränare i Dalkurd FF i Allsvenskan. 